# ウェットウォルナッツ
ウェットウォルナッツ(Wet walnuts)は、クルミとメープルシロップから作るデザートのトッピングである。メープルシロップの代わりに、または組み合わせて、シンプルなシロップやコーンシロップ、砂糖、ブラウンライスシロップ等が用いられることもある。プラリネといくらか似ているが、クルミが単独ではなく、常にシロップに浸されている点が異なっている。市販のものもある。
ウェットウォルナッツは、アイスクリームやサンデーのトッピングとして用いられることが多い。アメリカ合衆国のアイスクリームパーラーでもしばしばアイスクリームのトッピングとして販売されている。
イギリスでは、生のクルミを乾燥させずに保存することを指す。これは、グリーンウォルナッツ(green walnuts)とも呼ばれる。生のクルミは、ペコリーノやパルメザン等のハードチーズと相性が良いと言われる。ムハンマラ等のいくつかの料理は、生のクルミを主原料に用いる。

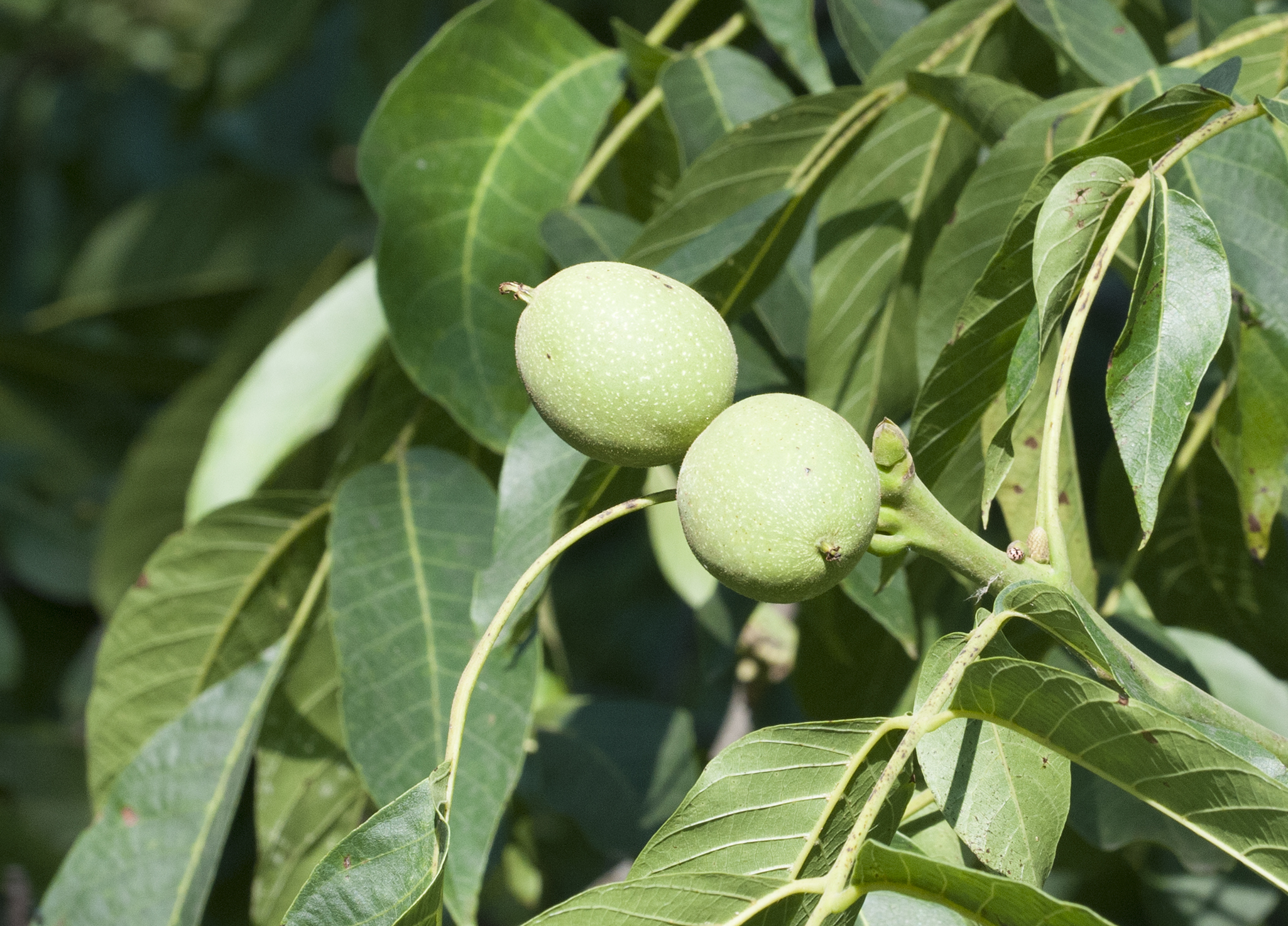
生のクルミ